# Boliden Kemi
Boliden Kemi AB var ett svenskt kemiföretag med verksamhet i Helsingborg, som drevs som ett dotterbolag till Boliden AB 1963-1989. Finländska Kemira Oy köpte 1989 Boliden Kemi.
Gruvföretaget Boliden AB köpte Reymersholms Gamla Industri AB  Detta bolag hade i sin tur köpt Skånska Superfosfat- och Svafvelsyrefabriks AB, som grundats 1875 av Nils Persson.
Boliden Kemis fabriker låg i Kopparverksområdet mellan Raus plantering och Råå. Till fabrikerna hörde en egen hamnanläggning, Kopparverkshamnen.
De egna fabrikerna kompletterades 1975 med en fabrik för aluminiumfluorid i samriskföretaget Alufluor AB, vilket hade bildats med schweiziska Alusuisse som partner till Boliden Kemi. Alufluor ägs idag av norska Yara International och brittisk-australiska  Rio Tinto, efter det att ALusuisse 2000 köptes av Alcan och Alcan 2007 köptes av Rio Tinto.